# Dorylus fulvus
Dorylus fulvus is een mierensoort uit de onderfamilie van de Dorylinae. De wetenschappelijke naam van de soort is voor het eerst geldig gepubliceerd in 1839 door Westwood.